# Julius Neubronner

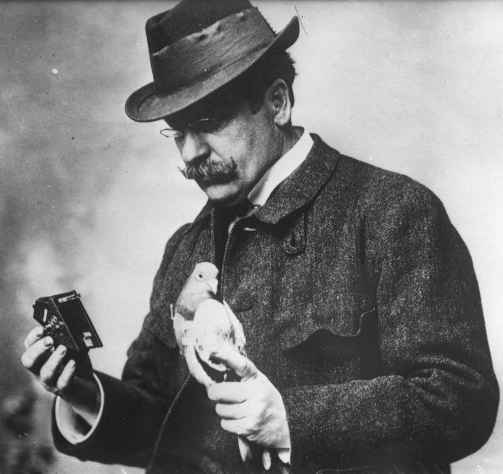
Julius Neubronner em 1914.

Julius Gustav Neubronner (✰ Kronberg im Taunus, 08 de fevereiro de 1852; ✝ Ducado de Nassau, 17 de abril de 1932) foi um apotecário alemão, foi também um inventor e pioneiro na fotografia e na filmagem amadora. Ele fez parte de uma dinastia de apotecários.